# Sofonisba (Mantegna)
Sofonisba  è un dipinto tempera all'uovo su tavola di pioppo (72,1x19,8 cm) di Andrea Mantegna, databile al 1495-1500 circa e conservato nella National Gallery di Londra.

## Storia
L'opera fa parte di quella produzione di grisaglie che caratterizzò diverse opere del maestro padovano negli ultimi anni della sua carriera, dal 1495 circa fino alla morte. Tali opere rivaleggiavano con la scultura ed erano molto apprezzate nell'ambiente della corte, anche per la scarsità di grandi scultori attivi a corte e la difficoltà di procurarsi il marmo, che doveva essere importato da territori vicini con un certo esborso economico.
La tavola fa coppia con quella di Tuccia nello stesso museo, che originariamente doveva avere misure identiche, e con due tele attualmente al Montreal Museum of Fine Arts (Giuditta e Didone), con le quali formavano il gruppo delle Donne esemplari dell'antichità. Citate tutte e quattro nell'inventario post mortem dei beni dell'ultimo duca di Mantova Carlo Federico Gonzaga nel 1542, passarono attraverso Santi Rota nelle collezioni del maresciallo Schulenburg, venendo citate in un inventario del 1738. Alcune incertezze nella ricostruzione storica sono date dalle misure che non combaciano, né con questa coppia né con quella di Montréal.
Le due tavolette londinesi vennero battute a un'asta di Christie's il 13 aprile 1775, quando vennero separate dalle altre due, entrando nelle raccolte del Duca di Hamilton e venendo infine acquistate dal museo londinese alla dispersione di quelle collezioni nel 1882.

## Descrizione e stile
Sofonisba fu una nobile cartaginese, figlia di Asdrubale Giscone e moglie di Siface, re dei Numidi, che avrebbe spinto ad allearsi con i Cartaginesi contro i Romani. Fatta prigioniera da Massinissa insieme con il marito dopo la sconfitta nella battaglia dei Campi Magni (203 a.C.), probabilmente si uccise bevendo un veleno.
Mantegna raffigurò la giovane col bicchiere in mano, che la fece già ritenere come un'allegoria dell'Autunno (intesa come raffigurazione del vino), mentre più probabilmente essa venne scelta per sottintendere una virtù, magari la Fede. Inoltre le quattro eroine della serie fanno parte dei Trionfi del Petrarca, per cui sono legate anche da ascendenze letterarie. Longhi, citato da Garavaglia, suggerì che le due tavole londinesi potessero essere state associate all'Introduzione del culto di Cibele a Roma per le dimensioni analoghe in altezza, ma non vi è traccia documentaria che avalli tale ipotesi.
Lo sfondo è composto da una screziatura che riproduce un marmo, con al centro un alberello di alloro. La figura di Sofonisba è rappresentata a monocromo come se fosse in bronzo dorato, con alcuni virtuosismi, come l'effetto del diaspro sul calice o il riflesso brillante dell'orecchino in cristallo di rocca. Il panneggio ha un taglio metallico, paragonabile a quello della Madonna col Bambino tra i santi Giovanni Battista e Maria Maddalena, datata di solito agli anni 1497-1500.